# Institut SIGURNOST
Institut SIGURNOST je crnogorski institut specijalizovan za zaštitu i zdravlje na radu, zaštitu od požara, zaštitu životne sredine i laboratorijska ispitivanja. Osnovan je 1993. godine u Podgorici, gdje i danas ima sjedište u poslovnoj zoni City kvart. Institut važi za jednu od najstarijih i najreferentnijih institucija iz ove oblasti u Crnoj Gori.

## Istorijat
Institut SIGURNOST je osnovan 16. decembra 1993. godine kao odgovor na potrebu za sistemskom zaštitom radnog i životnog okruženja u Crnoj Gori. Tokom više od tri decenije rada, Institut je postao prepoznat kao pouzdan partner u sprovođenju mjera sigurnosti, edukaciji zaposlenih, i obezbjeđivanju standarda u skladu sa važećim zakonodavstvom i evropskim normama.

## [3]Djelatnosti
Institut obavlja sljedeće ključne djelatnosti:
- Zaštita i zdravlje na radu (izrada akata o procjeni rizika, osposobljavanje zaposlenih, kontrola uslova radne sredine, itd.);
- Zaštita od požara (izrada preduzetnih planova, obuka zaposlenih za žaštitu od požara, izrada planova evakuacije i sprovođenje vježbe evakuacije, ispitivanje sistema za dojavu i gašenje požara, itd.);
- Zaštita životne sredine (monitoring i analiza uticaja na životnu sredinu, izrada ekoloških elaborata, vršenje nultih mjerenja, itd.);
- Akreditovana laboratorija  (laboratorijska ispitivanja kvaliteta vazduha, zemljišta i voda, hemijskih i bioloških štetnosti, elektromagnetnih zračenja, itd).

## Akreditacija i oprema
Institut SIGURNOST posjeduje akreditovanu laboratoriju prema međunarodnom standardu ISO/IEC 17025, sa više od 60 akreditovanih metoda. U laboratoriji se koristi napredna oprema kao što su:
- Gasna hromatografija sa masenom spektrometrijom (GC-MS),
- Atomska apsorpciona spektrofotometrija (AAS),
- UV/Vis spektrofotometar,
- Gravimetrijske metode.

## Organizacija i rukovodstvo
Institut vodi tim stručnjaka različitih profila od inženjera zaštite, ekologa, hemičara do elektro i mašinskih inženjera. Trenutni izvršni direktor je Igor Bakić, dok je osnivač i predsjednik instituta Miloš R. Bakić.